# اوتو بلهر
اوتو بلهر (نروژی: Otto Blehr) زاده ۱۷ فوریهٔ ۱۸۴۷م، در استانگه و درگذشته به تاریخ ۱۳ ژوئیهٔ ۱۹۲۷م، در اسلو، یک سیاستمدار حزب لیبرال، یک حقوقدان و یک روزنامه‌نگار اهل نروژ بود.
وی در ۲ دوره، نخست، بین سال ۱۹۰۲ تا ۱۹۰۳م، و سپس بین سالهای ۱۹۲۱ تا ۱۹۲۳م، نخست‌وزیر نروژ بود.
علاوه بر این، اوتو بلهر، در زمانی که نروژ، بخش وابسته ای به اتحادیه سوئد-نروژ بود، در ۲ دوره نخست، بین سالهای ۱۸۹۱ تا ۱۸۹۳م، و سپس بین سالهای ۱۸۹۸ تا ۱۹۰۲م، به عنوان نخست‌وزیر نروژ در استکهلم، مشغول خدمت بود.
بلهر یکی از دادستان‌های دادگاه عالی، در پرونده ای علیه دولت کریستیان سلمر بود. که به محکومیت وی و سقوط دولت وقت انجامید و به این ترتیب به تدریج، مقدمات تشکیل پارلمان در نروژ چیده شد.
اوتو بلهر، همچنین در اعمال اصلاحات متعددی با گرایش چپ، در قوانین نروژ، از آن جمله قانون هیئت منصفه و قوانین جدید مربوط به مجازات کیفری، نقشی برجسته داشته‌است.